# Die Schachspielerin
Die Schachspielerin (französischer Originaltitel: Joueuse, deutsch: Spielerin) ist der Debütfilm der aus Deutschland stammenden Filmregisseurin Caroline Bottaro aus dem Jahr 2009. Er basiert auf dem Roman La Joueuse d’échecs von Bertina Henrichs und schildert die Emanzipation einer einfachen Frau, die endlich ein Stück Selbstständigkeit erlangt. Während die Romanvorlage auf einer griechischen Insel spielt, verlegte die Regisseurin die Handlung des Films auf die französische Insel Korsika. In Frankreich kam der Film am 5. August 2009 in die Kinos, in Deutschland lief er erstmals im Oktober 2009 auf einem Filmfest in Tübingen sowie am 10. November 2009 beim 23. Internationalen Filmfest Braunschweig. Der offizielle Kinostart war am 7. Januar 2010. Die Dreharbeiten fanden in der Nähe von Bastia statt.

## Handlung
Hélène lebt in einem kleinen korsischen Dorf und arbeitet als Zimmermädchen in einem Hotel. Eines Tages sieht sie beim Reinigen eines Hotelzimmers ein attraktives amerikanisches Paar, das gerade Schach spielt. Hélènes Leben verändert sich daraufhin schlagartig. Vom Schachspiel fasziniert, beginnt sie dessen Regeln bis zur Perfektion zu erlernen. In dem kauzigen Dr. Kröger findet sie einen Mentor und Freund. Doch mit ihrer Begeisterung für das Spiel riskiert sie bald ihre Ehe, ihren guten Ruf und letztendlich ihr ganzes bisheriges Leben. Ihr Mentor kann sie davon überzeugen, an einem Schachturnier für Amateure teilzunehmen. Dank des Sieges und der damit verbundenen Ehrung genießt sie ihren Erfolg und erfährt endlich die Anerkennung, von der sie immer geträumt hat.

## Kritik
„Ein leises, anrührendes Drama über Emanzipation, Wandlung und den sozialen Aufstieg einer Frau, die aus ihrer Routine ausbricht, Selbstbewusstsein und Lebensfreude findet und sich in einer (wenn auch holzschnitthaft skizzierten) Männerdomäne behauptet. In der Titelrolle vielschichtig und glaubwürdig gespielt.“

„Diese Überstrapazierung des Schachspiels als Allegorie für alles und jedes sowie die frustrierend unverständliche Anziehung, die es auf Hélène ausübt, kreieren eine zwanghafte, stark konstruiert wirkende Filmgestalt. […] Sandrine Bonnaire kann einem Leid tun, denn sie bemüht sich redlich, Hélène durch die Sprünge der Narration am Leben und ihre Psychologie in den vielen einsamen Momenten vor dem schwarzweißen Brett transparent zu erhalten.“